# Gulgal Jambagi, Mudhol
Gulgal Jambagi là một làng thuộc tehsil Mudhol, huyện Bagalkot, bang Karnataka, Ấn Độ.